# Movies.com
Movies.com est un site web lancé en mars 2000 et comprenant des informations sur toutes les sorties cinéma et DVD. Le site contient aussi des informations liées aux films, des critiques et des revues comme la mode dans les films.
Lors de sa création, il dépendait du portail Go.com, géré par la filiale Walt Disney Internet Group (WDIG) de la Walt Disney Company. Le 23 juin 2008, Fandango, une filiale de Comcast vendant des billets de cinéma a annoncé avoir acheté Movies.com au WDIG,. 
Grâce à son nom, le site arrive parmi les premiers sites Internet du monde consacrés au cinéma. Le site héberge aussi le site d'Ebert & Roeper, la version numérique d'un programme télévisé décryptant le cinéma, ainsi que la série de critiques From the Balcony présentée par les marionnettes Statler & Waldorf des Muppets.